# Субраманьян, Арвинд
Арвинд Субраманьян (англ. Arvind Subramanian; род. 7 июня 1959 года, Мадрас, Индия) — индийский экономист, профессор экономики Школы передовых международных исследований Пола Нитце при Университете Джонса Хопкинса, Главный экономический советник правительства Индии (2014—2018).

## Биография
Арвинд родился в 1962 году в Ченнаи, Тамилнад, Индия. В 1976 году окончил среднюю школу для мальчиков DAV.
Арвинд Субраманьян в 1976 году поступил, а в 1979 году получил степень бакалавра искусств с отличием по экономике в колледже святого Стефани в Дели при Делийском университете. В 1981 году получил диплом в области управления бизнесом (MBA) от Индийского института управления в Ахмедабаде. После Субраманьян отправился в Великобританию, где в 1983 году был удостоен степени магистра философии со стипендией INLAKS, а в 1987 году доктора философии по экономике в Оксфордском университете.
После получения докторской степени стал консультантом Продовольственной и сельскохозяйственной организации ООН в 1987—1988 годах, затем экономистом в секретариате Генерального соглашения по тарифам и торговле в 1988—1992 годах. Затем был экономистом департамента обзора и разработки политики в 1992—1995 годах, представителем в Египте в 1995—1997 годах, старшим экономистом и заместителем начальника отдела по Африке в 1997—1999 годах, начальником департамента по Африке в 2000—2002 годах, начальником исследовательского департамента в 2002—2004 годах, заместителем директора отдела макроэкономических исследований в 2004—2007 годах Международного валютного фонда.
Арвинд Субраманьян преподавательскую деятельность начал в качестве лектора в школе управления имени Джона Кеннеди Гарвардского университета в 1999—2000 годах. Затем стал старшим сотрудником Института мировой экономики Петерсона с 2007 года и Центра глобального развития с 2007 года, профессором Школы передовых международных исследований Пола Нитце при Университете Джонса Хопкинса в 2008—2010 годах и в 2014 году.
Главный экономический советник правительства Индии в 2014—2018 годах.
Арвинд Субраманьян был помощником редактора журналов: «The American Economic Review», «The Review of Economics and Statistics», «Journal of International Economics», «Journal of Monetary Economics», «Journal of Public Economics», «Journal of Economic Growth», «Journal of Development Economics», «Brookings Papers on Economic Activity», «Oxford Review of Economic Policy», «International Monetary Fund Staff Papers», «Foreign Affairs», «The World Economy» и «Economic and Political Weekly».
Семья
Арвинд Субраманьян женат и имеет трёх детей.

## Награды
За свои достижения был неоднократно отмечен:
2011 — Список Топ-100 мировых мыслителей по версии журнала Foreign Policy.